# X cures Earth 〜JAM Project BEST COLLECTION X〜
『X cures Earth 〜JAM Project BEST COLLECTION X〜』（エクスキューズアス～ジャム・プロジェクト・ベスト・コレクション・テン～）は、JAM Projectの10枚目のベストアルバム。2014年7月2日にLantisから発売された。

## 概要
- ベストアルバムとして、前作「THE MONSTERS 〜JAM Project BEST COLLECTION IX〜」から約1年8ヶ月ぶりにリリースされた。
- 「Victory Soul」の別バージョンである「Victory Soul 〜20周年おめでとうver.」と「Victory Soul off vocal」が収録されたCDがアニメイト限定特典として配布された。

## 収録曲
1. 覚醒X
作詞・作曲：影山ヒロノブ、編曲：鈴木マサキ
2. Wings of the legend
作詞・作曲：影山ヒロノブ、編曲：寺田志保
  - PS3『第2次スーパーロボット大戦OG』オープニングテーマ
3. 一触即発 〜Trigger of Crisis〜
作詞・作曲：影山ヒロノブ、編曲：寺田志保・栗山善親
  - テレビ東京系ドラマ『牙狼〈GARO〉 〜闇を照らす者〜』第2クールオープニングテーマ
4. Babylon
作詞・作曲：影山ヒロノブ、編曲：IKUO
  - PS3『第2次スーパーロボット大戦OG』エンディングテーマ
5. 夢スケッチ
作詞・作曲：影山ヒロノブ、編曲：須藤賢一
  - NHKアニメ『バクマン。』最終章新エンディングテーマ
6. 未来への誓い
作詞：影山ヒロノブ、作曲：影山ヒロノブ・ヒカルド・クルーズ、編曲：須藤賢一
7. 嵐
作詞：きただにひろし・奥井雅美、作曲：きただにひろし、編曲：鈴木マサキ
  - 『CR 戦国嵐』テーマソング
8. R.I.P 〜友よ静かに眠れ〜
作詞：影山ヒロノブ、作曲：福山芳樹、編曲：須藤賢一
  - 松竹配給映画『宇宙戦艦ヤマト2199』第六章エンディングテーマ
9. Wildflowers
作詞：奥井雅美、作曲：きただにひろし、編曲：須藤賢一
  - 東北新社配給映画『牙狼外伝 桃幻の笛』主題歌
10. キミノモトヘ
作詞・作曲：遠藤正明、編曲：三宅博文
  - パチンコ『海猿』テーマソング
11. 俺流JUSTICE
作詞：奥井雅美、作曲：影山ヒロノブ、編曲：倫隆
  - ニコニコ動画「JAM Project 『Discover you in niconico』」優勝者コラボ曲
12. PLATONIC
作詞・作曲：奥井雅美、編曲：寺田志保・栗山善親
  - テレビ東京系ドラマ『牙狼〈GARO〉 〜闇を照らす者〜』第2クールエンディングテーマ
13. 風 〜旅立ちの詩〜
作詞・作曲：影山ヒロノブ、編曲：寺田志保・栗山善親
  - 東北新社配給映画『劇場版 牙狼〈GARO〉 〜蒼哭ノ魔竜〜』主題歌
14. Victory Soul
作詞・作曲：影山ヒロノブ、編曲：渡部チェル
  - Vジャンプ創刊20周年ソング
15. キミオモフ 〜たった一人の君へ〜
作詞・作曲：きただにひろし、編曲：寺田志保・栗山善親
16. 未来への大航海 〜Great voyage〜
作詞：影山ヒロノブ、作曲：ヒカルド・クルーズ、編曲：須藤賢一
  - タツノコプロ50周年アニバーサリーソング